# 藤井寺市立藤井寺西小学校
藤井寺市立藤井寺西小学校（ふじいでらしりつ ふじいでらにししょうがっこう）は、大阪府藤井寺市藤井寺4丁目にある公立小学校。

## 沿革
- 1970年（昭和45年）4月1日 - 藤井寺市立藤井寺南小学校校区の一部を分離、独立し開校。1年～4年まで収容。5・6年生は藤井寺南小学校に残り開校。
- 1971年（昭和46年）3月10日 - 校舎完成に伴い、5・6年生を収容。
- 1971年（昭和46年）5月15日 - 学校創立記念日。
- 1973年（昭和48年）5月19日 - 校歌制定。

## 通学区域
- 西古室1丁目、藤井寺1丁目、2丁目、4丁目、東藤井寺町、春日丘1丁目～3丁目、春日丘新町[1]

※卒業後は基本的に藤井寺市立藤井寺中学校に進学する。